# Harald-Mogensen-Preis
Der Harald-Mogensen-Preis (dänisch Harald Mogensen-prisen) ist eine dänische Literaturauszeichnung für Kriminalromane. Verliehen wird der Preis jährlich durch die dänische Kriminalakademie (Det danske Kriminalakademi, kurz DKA) in Kopenhagen. Der Namensgeber Harald Mogensen (1912–2002), zu dessen Ehrung die Preisverleihung erfolgt, war ein dänischer Autor, Journalist und Kritiker aus Aalborg. Von der DKA wurde er 1993 mit dem Det danske Kriminalakademis diplom für seine Veröffentlichungen zur Kriminalliteratur ausgezeichnet. Der Preis ist derzeit mit 6.000 dänischen Kronen dotiert.

## Preisträger
- 2007: Kirsten Holst für Sin brors vogter
- 2008: Morten Hesseldahl für Drager over Kabul
- 2009: Lene Kaaberbøl und Agnete Friis für Drengen i kufferten (dt. Die Lieferung. Goldmann, München 2011, ISBN 978-3-442-47269-7)
- 2010: Jussi Adler-Olsen für Flaskepost fra P. (dt. Erlösung. dtv, München 2011, ISBN 978-3-423-24852-5)
- 2011: Susanne Staun für Døderummet (dt. Totenzimmer. Tropen, Stuttgart 2012, ISBN 978-3-608-50213-8)
- 2012: Erik Valeur für Det syvende barn (dt. Das siebte Kind. Blanvalet, München 2013, ISBN 978-3-7645-0504-2)
- 2013: Michael Katz Krefeld für Sort sne falder
- 2014: Simon Pasternak für Dødszoner (dt. Tote Zonen. Knaus, München 2014, ISBN 978-3-8135-0646-4)
- 2015: Thomas Rydahl für Eremitten (dt. Der Einsiedler. Heyne, München 2017, ISBN 978-3-453-27083-1)
- 2016: Ane Riel für Harpiks (dt. Harz. btb, München 2019, ISBN 978-3-442-71553-4)
- 2017: Lars Kjædegaard für Det der er værre
- 2018: Elsebeth Egholm für Jeg finder dig altid
- 2019: Jesper Stein für Solo
- 2020: Gretelise Holm für Dødfunden
- 2021: Jenny Lund Madsen für Tredive dages mørke
- 2022: Morten Hesseldahl für Mørket under isen
- 2023: Torben Munksgaard für Damevennens død
- 2024: Jens Henrik Jensen für Pilgrim